# Epicauta levettei
Epicauta levettei es una especie de coleóptero de la familia Meloidae.

## Distribución geográfica
Habita en Colorado (Estados Unidos).